# Кастелли, Марко
Марко Кастелли (итал. Marco Castelli; род. 7 июня 1990, Сан-Катальдо ) — итальянский манекенщик. Признан одним из самых известных итальянских манекенщиков на международном уровне, работает для таких мировых брэндов, как Chanel, Bentley. Состоит в агентствах New Madison (Франция), Muse Management (США), The Lab (Италия).

## Биография
Родился в Сан-Катальдо, в провинции Кальтаниссетта. Сын Доменико и Елены, железных ремесленников, он почти двадцать лет жил со своей семьей в Порто-Эмпедокле, в провинции Агридженто, в юности занимался различными видами деятельности. В 14 лет работал сварщиком в компании своего дедушки Калоджеро Марии, увлекался футболом и кикбоксингом. В 2010 году окончил профессиональный институт «Николо Галло» коммерческих и туристических услуг. У Марко две сестры и два брата .

## Карьера

### Мода
Кастелли начал свою модельную карьеру в возрасте 20 лет, когда он работал спасателем на Сицилии и решил принять участие в кастинге для бренда одежды семьи Бенеттон. Будучи отобранным, он дебютировал в Палермо на подиуме United Colors of Benetton.
После школы он переехал в Милан с билетом в одну сторону и через шесть месяцев подписал первый контракт с брендом Gianfranco Ferrè на рекламную кампанию одежды и очков.
В 2011 году он впервые вылетает за границу, в Швецию.
В 2012 году он является главным героем итальянских изданий Cosmopolitan и L’Uomo Vogue. В Азии в 2013 году Кастелли провел девять месяцев между Пекином и Шанхаем, где позировал для китайских брендов и был моделью для Ermenegildo Zegna. В Токио, Японии, он работает в Sony и в бутике Aspesi в Омотесандо. Носит дизайнерскую одежду Bottega Veneta. В том же году Марко подписал четырёхлетний контракт с послом New Yorker OVVO Optics и зарекомендовал себя на международном уровне, участвуя в параде на Неделе новой моды в Нью-Йорке.
Работал в Лос-Анджелесе у Джона Варватоса; в Майами позирует для журнала Flaunt; продвигает коллекции Джузеппе Дзанотти, Фрателли Россетти . Участвует в показах для международных клиентов, таких как Филипп Плейн, и позирует для обложки американского салона в апреле 2015 года .
В Кастелли пробуждается творческое вдохновение. В 2016 году появилась его собственная коллекция — Marco Castelli Collection, линия одежды для мужчин, сразу появившаяся на обложке журнала US FSHN.
В марте 2017 года Марко Кастелли попадает на обложку журнала TMN , а в 2018 году Кастелли является лицом кампании в социальных сетях Fendi & Safilo Group . Участвует в фотосессии для аромата Bleu de Chanel, став первой итальянской моделью парижского модного дома.
С марта 2019 года представляет всемирно известный изысканный бренд швейцарский часовой- дом Breitling.
После случайной встречи на улице в Милане он был выбран дизайнером Королевской семьи Катара Аль Тани в сотрудничестве со школой Университета Содружества Вирджинии.

## Призы и награды
Марко Кастелли был включен в рейтинг лучших моделей 2015 года на портале models.com .
17 августа 2018 года был награжден почетной грамотой за международные достижения муниципалитета Порто-Эмпедокле.